# Тропа Клинка (1-й этап)
Тропа клинка (нем. Klingenpfad) — круговой маркированный пешеходный маршрут вокруг города Золинген (Северный Рейн-Вестфалия, Германия).  Первый этап маршрута, протяжённостью 6,3 км проходит между населёнными пунктами Грефрат и Колфурт (оба являются административными окружными центрами города Золинген) по долине реки Вуппер.

## Общая характеристика
Первый этап начинается на старой торговой площади Грефрата. Все здания площади охраняются законом как памятники архитектуры. По высокой и широкой лестнице группа туристов поднимается к паломнической церкве Успения Божией Матери и немецкому Музею Клинка. Через небольшой парк с памятником погибшим в войнах и зоопарк маршрут выводит к высшей точке Золингена на Лютцов-штрассе (276 метров над уровнем моря). Здесь стоит старая водонапорная башня, реставрированная под художественный салом, называемая «Башня света». Она также находится под охраной закона.
С высокого водораздела Начинается спуск в долину Вуппера. Сначала это просёлочная дорога Флокертсхольцервег. Мимо хутора Цвергерланд и пруда она входит в лесной горный район, который орошает ручей Флокертсхольцербах. По указателю следует поворот направо и начинается собственно тропа Клинка. Она огибает небольшой источник и ручей Фухскулербах и после непродолжительного спуска приводит к Вупперу и ручью Унтерхольцербах, через который перекинут мостик. Далее тропа крутым затяжным подъёмом уходит вверх до отместки около 210 метров, где на развилке оборудовано место для отдыха.
После непродолжительного, но крутого спуска тропа выводит на улицу Ауэрвег в Колфурте. Она выводит к историческому пешеходному мосту через Вуппер (Колфуртер Брюкке) к Бергишскому Музею трамваев.

## Вертикальный профиль
Маршрут имеет полугорный характер, местами с крутыми спусками и подъёмами. Первые полтора километров идут вверх от отметки 205 метров до отметки 275 метров. Затем следует затяжной спуск до отметки 125 метров. В его средней части тропа имеет пологий холмистый характер. Пройдено 4 км. Затем следует резкий километровый подъём до отметки 210 метров. Последний 700-метровый спуск крут и опасен во время непогоды. От отметки 117 метров асфальт с незначительными спусками и подъёмами приводит к финишу этапа (120 метров над уровнем моря). Общий набор высоты составляет 245 метров, а спуска — 330 метров. В итоге на каждый километр подъёма тропа поднимается в среднем на 38.9 м, а при спуске опускается на 54.2 метра.

## Состояние проходимости и маркировки
Первая часть пути до Цвергерланд и последний участок по Ауэрвег до Музея трамваев асфальтированы. Остальная, большая часть маршрута, проложена по лесным дорогам и тропам, частично с гравийным покрытием, частью без покрытия. Иногда встречаются короткие скальные участки и корневища. Участок без проблем проходится в хорошую погоду и опасен во время дождей или в период снежного покрова. Маркировка везде в хорошем состоянии (латинская буква «S» на чёрном фоне) и позволяет преодолевать маршрут без использования карты.

## Эстетическая, оздоровительная и познавательная ценность
Первый участок Тропы Клинка имеет характер, приближённый к идеальному для подобных круговых туристских маршрутов. Здесь присутствуют все четыре необходимые компонента: исторические достопримечательности (Грефрат и Колфурт), обширные хвойные леса, водные ресурсы (река Вуппер и её притоки) и горный ландшафт.